# Jaime Miguel Linares
Jaime Miguel Linares (ur. 21 maja 1982 w Vila Real) – piłkarz angolski grający na pozycji pomocnika. Od 2016 roku jest zawodnikiem klubu Recreativo Libolo. Posiada także obywatelstwo portugalskie.

## Kariera klubowa
Jaime urodził się w Portugalii, w rodzinie pochodzenia angolskiego. Karierę rozpoczął w Boaviście Porto. W latach 2000–2001 grał w rezerwach tego klubu. Następnie występował w niższych ligach Portugalii w takich klubach jak: Gondomar SC, SC Olhanense, Leça FC, Lusitânia FC, AD Ovarense i Dragões Sandinenses. W latach 2006–2007 grał w Omanie, w Dhofar SCSC, a w latach 2007–2010 w Algierii, w CA Bordj Bou Arreridj. W 2011 roku wyjechał do Angoli, do klubu Progresso do Sambizanga. W 2016 roku odszedł do Recreativo Libolo.

## Kariera reprezentacyjna
W reprezentacji Angoli Jaime zadebiutował w 2011 roku. W tym samym roku został powołany do kadry na Puchar Narodów Afryki 2012.